# 文新报业大厦

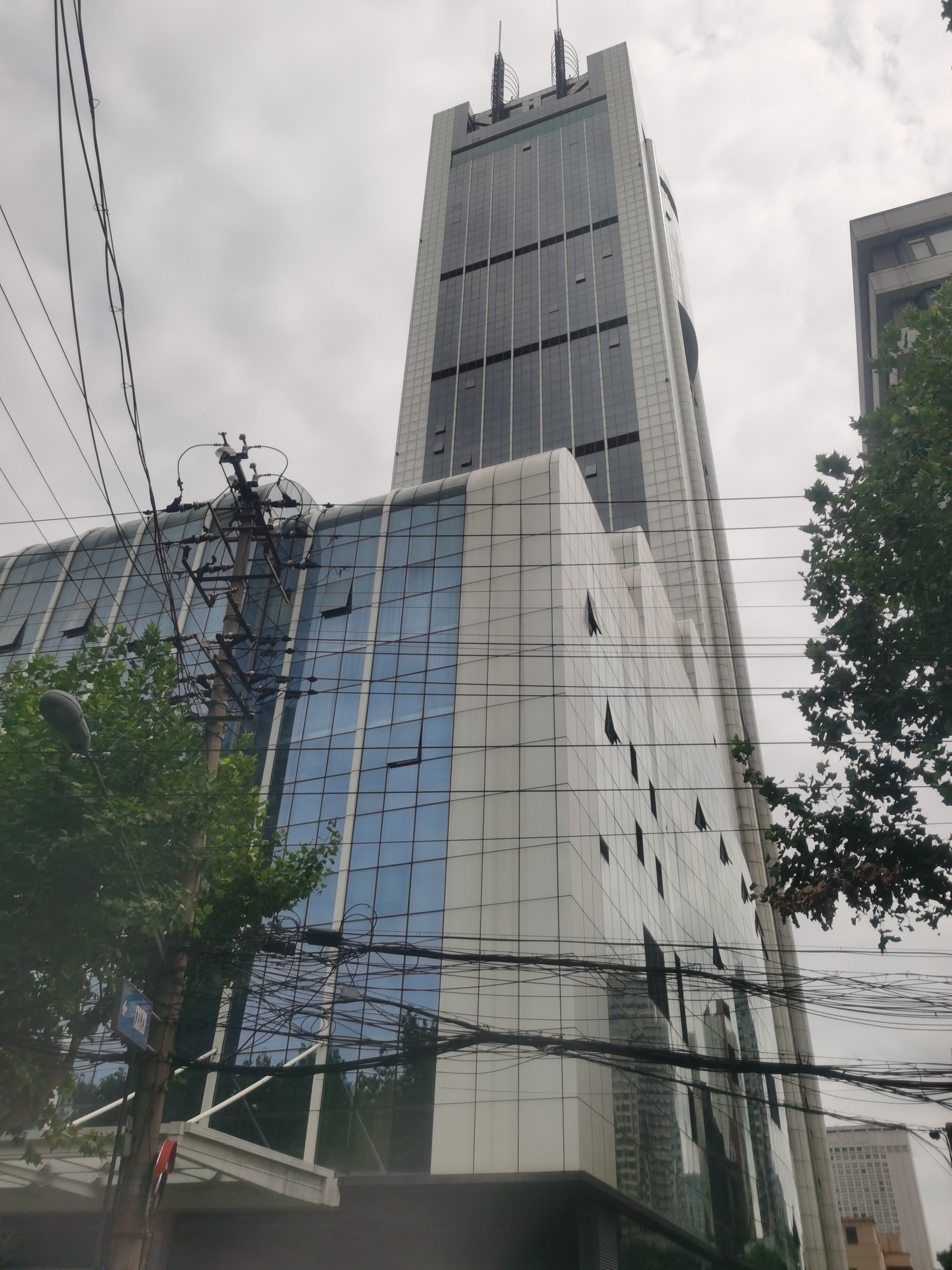
2022年的文新报业大厦

文新报业大厦是中華人民共和國上海市靜安區的一座大樓，高169.6米，建築面積9萬平方米，共有46層。1999年7月，該大樓建成。同年8月1日，文匯新民報業集團開始遷入該建築辦公。